# RRNK mala podjedinica pseudouridinske metiltransferaze Nep1
rRNK mala podjedinica pseudouridinske metiltransferaze Nep1 (EC 2.1.1.260, Nep1, nukleolarni esencijalni protein 1) je enzim sa sistematskim imenom S-adenozil--metionin:18S rRNK (pseudouridin1191-1)-metiltransferaza. Ovaj enzim katalizuje sledeću hemijsku reakciju
-adenozil--metionin + pseudouridin1191 u kvašćanoj 18S rRNK {\displaystyle \rightleftharpoons } -adenozil-L-homocistein + N1-metilpseudouridin1191 u kvašćanoj 18S rRNK
Ovaj enzim se javlja kod prokariota i eukariota. On specifično prepoznaje pseudouridinske ostatke (Psi) u malim podjedinicama ribozomalne RNK na bazi lokalne RNK strukture.

## Literatura
- Nicholas C. Price; Lewis Stevens (1999). Fundamentals of Enzymology: The Cell and Molecular Biology of Catalytic Proteins (Third изд.). USA: Oxford University Press. ISBN 019850229X.
- Eric J. Toone (2006). Advances in Enzymology and Related Areas of Molecular Biology, Protein Evolution (Volume 75 изд.). Wiley-Interscience. ISBN 0471205036.
- Branden C; Tooze J. Introduction to Protein Structure. New York, NY: Garland Publishing. ISBN 0-8153-2305-0.
- Irwin H. Segel. Enzyme Kinetics: Behavior and Analysis of Rapid Equilibrium and Steady-State Enzyme Systems (Book 44 изд.). Wiley Classics Library. ISBN 0471303097.

## Spoljašnje veze
- RRNA+small+subunit+pseudouridine+methyltransferase+Nep1 на 